# Грушвица Первая
Грушвица Первая (укр. Грушвиця Перша) — село в Великоомелянской сельской общине Ровненского района Ровненской области Украины.
Население по переписи 2001 года составляло 940 человек. Почтовый индекс — 35364. Телефонный код — 362. Код КОАТУУ — 5624683702.